# Natolin (powiat węgrowski)
Natolin – wieś w Polsce położona w województwie mazowieckim, w powiecie węgrowskim, w gminie Wierzbno.
Sołectwo Adamów-Natolin tworzą wsie Adamów i Natolin
W latach 1975–1998 miejscowość należała administracyjnie do województwa siedleckiego.
Wierni Kościoła rzymskokatolickiego należą do parafii św. Stanisława Biskupa Męczennika w Czerwonce Liwskiej.